# Maledivische Botschaft in Berlin

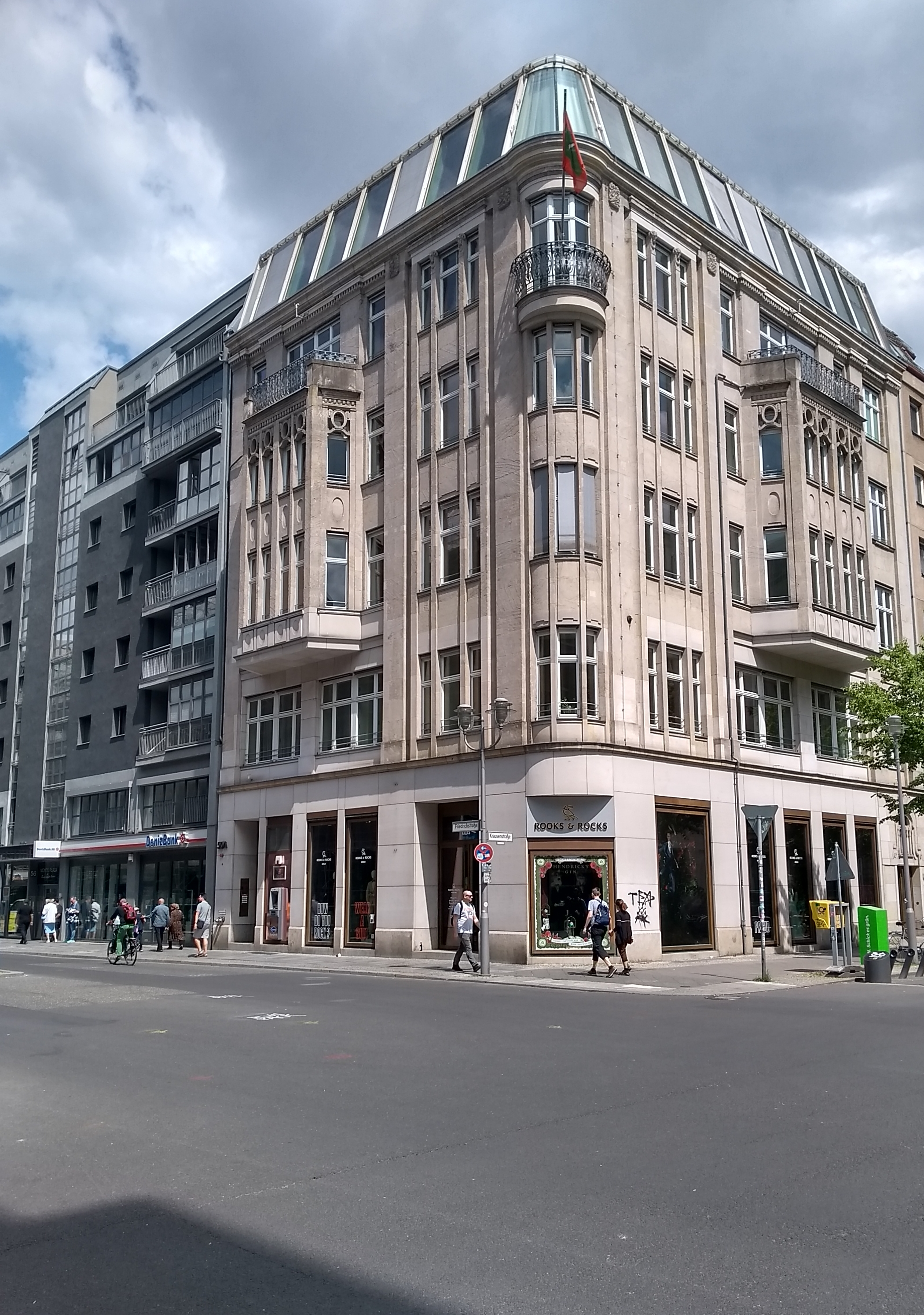
Botschaft in der Friedrichstraße 55A

Die maledivische Botschaft in Berlin ist die diplomatische Vertretung der Republik Malediven in der Bundesrepublik Deutschland. Sie befindet sich in der Friedrichstraße 55A im Ortsteil Mitte des gleichnamigen Bezirks. 
Botschafterin ist seit dem 22. August 2022 Aishath Shaan Shakir.
Die Malediven unterhalten ein Generalkonsulat in Künzelsau und Honorarkonsulate in Frankfurt am Main und München.

## Geschichte der diplomatischen Beziehungen
Die gegenseitigen Beziehungen zwischen den Malediven und der Bundesrepublik Deutschland begannen in den 1960er Jahren vor allem mit deutscher Wirtschaftshilfe beim Aufbau des Landes. Am 10. Oktober 1966  nahmen beide Staaten diplomatische Beziehungen auf. Zu einem Diplomatenaustausch kam es allerdings zunächst nicht. Nach der deutschen Wiedervereinigung wurde in der maledivischen Hauptstadt Malé am 8. Februar 1995 eine Verlängerung und Erweiterung des Abkommens zum Austausch von Diplomaten unterzeichnet.
Die erste am 14. März 2011 in Deutschland akkreditierte maledivische Botschafterin war Frau Iruthusham Adam. Sie hatte ihren Sitz in Genf und war in Deutschland zweitakkreditiert. Zwischen 2011 und 2016 nutzte die Botschaft angemietete Räumlichkeiten am Pariser Platz 4A. Die offizielle Eröffnung der Botschaftsräume in der Friedrichstraße erfolgte am 28. September 2016.
Die DDR und die Malediven nahmen 1970 diplomatische Beziehungen auf. Eine entsprechende Vereinbarung wurde am 22. Mai 1970 in Colombo unterzeichnet. Eine Botschaft in Ost-Berlin wurde nicht errichtet. Die Beziehungen bestanden bis zur deutschen Wiedervereinigung.

## Botschafter
- 2011, 14. März: Frau Iruthisham Adam[4]
- 2017, 9. März: Frau Jameela Ali Khalid[6]
- 2019, 27. Februar: Herr Ahmed Latheef[7][8]
- 2022, 22. August: Frau Aishath Shaan Shakir[9]

## Aufgaben der Botschaft
Die Botschaft engagiert sich für die Förderung der Zusammenarbeit beider Länder in strategischen, politischen und wirtschaftlichen Fragen, sie bahnt Kontakte auf allen Ebenen an und begleitet Delegationen der Malediven zu Gesprächen und Besichtigungen.
Für die in Deutschland lebenden maledivischen Bürger ist das Botschaftsteam Ansprechpartner und Helfer bei persönlichen Angelegenheiten, zudem vergibt es Visa für deutsche Bürger, die die Malediven besuchen möchten.

## Gebäude
Die Botschaft der Malediven befindet sich in einem fünfstöckigen Geschäftshaus in der Friedrichstraße 55A an der nordöstlichen Ecke der Kreuzung mit der Krausenstraße. Hier belegt sie Räumlichkeiten in der vierten Etage direkt an der Straßenecke, und auf dem runden Balkon ist die Fahne der Malediven gehisst. Weitere Mieter im Haus sind unter anderem medizinische und Handelseinrichtungen.
Das Mehrzweckgebäude entstand erst nach dem Mauerfall und nach der Streichung vorheriger Bebauungspläne für die Friedrichstraße. Als Baumaterialien kamen Beton, Stahl und Glas sowie eine Sandsteinverkleidung zum Einsatz. Die Höhe des Hauses entspricht der für den Bereich Friedrichstadt beschlossenen einheitlichen Traufhöhe.